# Дочь Сиона

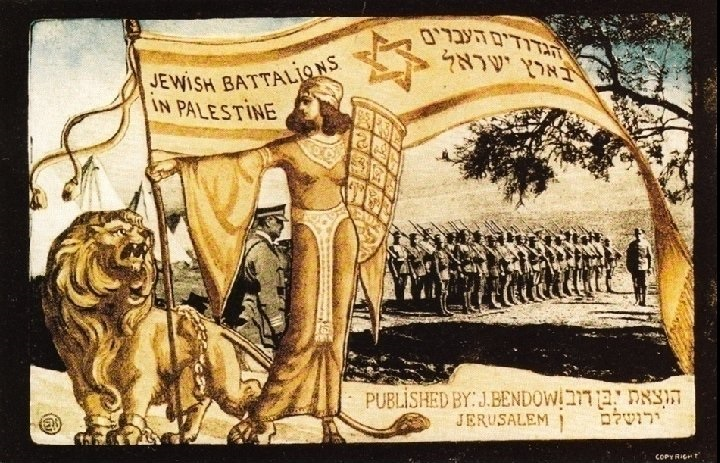
Зеев Рабан, открытка, 1918

Дочь Сиона (בַּת צִיוֹן, бат Цийон; в Септуагинте др.-греч. θυγάτηρ Σιων; в Вульгате лат. filia Sion; в славянском переводе церк.-слав. дщерь Сиона) — библейская метафора, чаще всего относящаяся к Иерусалиму как культовому центру иудаизма, или к еврейскому народу, например: «Ликуй от радости, дщерь Сиона, торжествуй, дщерь Иерусалима: се Царь твой грядет к тебе» (Зах. 9:9); также — к Земле Израиля. Для иудейских пророков дочь Сиона олицетворяла население Иерусалима или всей Иудеи.
Первоначально метафора имела положительное значение дочери, находящейся под особым вниманием отеческой фигуры, Бога (4Цар. 19:21, Ис. 37:22). После разрушения Иерусалима вавилонянами в 586 году до н. э. персонификация приобретает тёмные коннотации; дочь Сиона навлекла на себя это опустошение, играя в блудницу (Ис. 1:8, 21). В Плаче Иеремии ей даётся голос, и она протестует против чрезмерного наказания за её грехи. В пророчествах утешения, относящихся к периоду возвращения в Сион (VI—V века до н. э.), дочь Сиона больше не оставлена и возвращается домой — счастливой матерью (Ис. 54:1).

## Происхождение
В качестве концептуальной метафоры термин порождает целый ряд значений отношений Бога с народом, землёй и Храмом. Данный термин означает не «дочь Сиона», а скорее Сион как дочь. Аналогично встречаются выражения: «дочь Вавилона/Халдеи» в Пс. 137:8, Ис. 47:1, 5, Иер. 50:42, 51:33 и Зах. 2:7; «дочь Эдома» в Плач. 4:21, 22; «дочь Египта» в Иер. 46:11, 19, 24. Женская идентификация городов или земель в Библии может происходить из ассоциации городов-государств в древнем мире с богиней-покровительницей, как Афина, дочь Зевса, связана с древнегреческим городом Афинами. Древняя ближневосточная литература включает жанр городского плача, в котором богиня оплакивает разрушение своего города и гибель его жителей. В книге Плач Иеремии дочь Сион, олицетворение самого города, произносит панихиду и стоит на стороне своего разорённого и изгнанного народа (1:9b, 11b-15a, 16, 18-22; 2:11-12).
Находящаяся под защитой отца незамужняя дочь в библейском патриархальном обществе является самой ценной фигурой и, следовательно, потенциально самой уязвимой в семье. Она остаётся под защитой в доме своего отца, пока не переедет в дом своего мужа. Она рассматривается как продолжение чести своего отца. Выкуп за невесту определяется её статусом девственницы, и отец несёт ответственность за последствия, если она была изнасилована или унижена (Исх. 22:15, 16, Втор. 22:13—29). Точно так же Бог в качестве отца несёт ответственность за честь дочери Сиона. Бог упоминается в связи с этим в Плаче Иеремии и пророчествах плача и утешения.

## Развитие
Первоначально Иерусалим, город Давида (Сион), в положительном смысле уподобляется дочери, находящейся под особым покровительством отца — Бога, что отсылает к сакральным отношениям между людьми и божественным присутствием в Храме. Иерусалим впервые представлен как дочь Сиона в пророчестве Исаии против Синаххериба (4Цар. 19:21, Ис. 37:22) после вторжения ассирийского полководца в Иудею (около 701 года до н. э.). Дочь Сиона бросает вызов ассирийскому захватчику, который проникает сквозь её стены, разграбляет её имущество и убивает или увозит в рабство её детей. Под руководством царя Езекии Иерусалим успешно отражает это вторжение, поскольку Бог, отец, защищает его, посылая Ангела Господня, чтобы поразить ассирийский лагерь, после чего враг отступает (4Цар. 19:36, Ис. 37:36, 2Пар. 32:21). В Псалмах персонификация города и его жителей в образе «дщери Царя», защищённой Царём, закрытой за стенами города или дворца, скромной и весьма почитаемой, добродетельной и желанной, подчеркивает непобедимость Сиона, находящегося под божественной защитой (Пс. 9:15, 45:9—16).
Но метафора обращается сама на себя в поэзии и пророчествах плача, когда она (Иерусалим) разорена, даже опустошена (Ис. 1:8, Плач. 1:6, 2:1, 4, 8, 10, 13, 4:22). Амос, пророк середины VIII века до н. э., впервые использует мотив падшей девушки в отношении «девственного Израиля» (бетулат Исраэль) в своём плаче о Северном царстве: «Упала, не встает более дева Израилева! повержена на земле своей, и некому поднять ее». (Амос. 5:2; ср. Иер. 31:2, 4). Точно так же, согласно пророчеству Исайи о гибели Иерусалима, дочь Сион будет оставлена, как сукка в поле (Ис. 1:8, ср. Плач. 2:6), временное жилище, открытое для ветра и дождя, её стены рушатся, её внутренняя сущность обнажена, беззащитна и осаждена; «сделалась блудницею верная столица, исполненная правосудия! Правда обитала в ней, а теперь — убийцы» (Ис. 1:21). Её уязвимость и насилие над ней контрастируют с её гордостью, даже надменностью в уверенности в собственной непобедимости, которую она открыто демонстрировала, когда чудесным образом спаслась от ассирийского вторжения. В порицании Исаии надменная «дочь Царя» превращается в нищую, одетую в лохмотья.
В Плаче Иеремии многие голоса осуждают разрушение Храма и Вавилонское пленение; «одиноко сидит город, некогда многолюдный! он стал, как вдова» (Плач. 1:1); «И отошло от дщери Сиона все ее великолепие» (Плач. 1:6). Всеведущий рассказчик порицает её; она навлекла на себя разорение своими грехами (Плач. 8—11). Точно так же пророки осуждают Израиль, народ, олицетворяемый женщиной, которая предала своего мужа (Бога) в «блудодеянии», следуя за ложными богами (Ос. 1—3, Иез. 16, 23, Иер. 3:1—3). Её раздевают, оставляют обнажённой, выставляя напоказ её «распутство»; осквернившие её начинают её презирать (Иез. 16:37—39, 23:29, Плач. 1:8, 2:15, 16).
Тон меняется, когда дочери Сиона даётся голос. Она просит стороннего наблюдателя быть свидетелем её страданий и не презирать её (Плач. 1:11—13). Она не принимает образы, данные Осией, Иеремией и Иезекиилем. На протяжении второй главы в голосе рассказчика усиливается симпатия к ней. Она именуется дочерью Сиона (Плач. 1:6; 2:1, 2, 4, 5, 8, 10, 13, 15, 18, 4:21, 22), дочерью Иуды (Плач. 1:15; 2:2, 5, 13) и дочерью народа моего (Плач. 2:11; 3:48; 4:3, 6, 10). Описаны разрушения города, страдания и гибель жителей (Плач. 2:11, 12). Хотя она остаётся презираемой (Плач. 2:15), рассказчик, наконец, признает, что наказание от Бога исполнено: «Дщерь Сиона! наказание за беззаконие твое кончилось; Он не будет более изгонять тебя» (Плач. 4:22).
В более поздних пророчествах об утешении и возвращении дочери Сиона или Иерусалима обещано полное восстановление, возвращение к её прежней радости; «уже не будет более входить в тебя необрезанный и нечистый» (Ис. 52:1); Бог избавит её (Ис. 54:1, 6—8; 62:11) и поселится среди неё (Ис. 52:8, Мих. 4:2, 7, 8; Зах. 2:10, как в первоначальной Скинии: Исх. 25:8). Её призывают ликовать и радоваться (Соф. 3:14, Зах. 2:10, 9:9). Эти пророчества предвосхищают период «возвращения в Сион» после указа персидского царя Кира о том, что евреи могут вернуться на свою родину и восстановить Храм (539 год до н. э.), или синхронны этим событиям.